# Osinówka (rejon głębocki)
Osinówka (biał. Асінаўка; ros. Осиновка) – wieś na Białorusi, w obwodzie witebskim, w rejonie głębockim, w sielsowiecie Psuja.

## Historia
W czasach zaborów wieś rządowa w powiecie dzisieńskim, w guberni wileńskiej Imperium Rosyjskiego.
W dwudziestoleciu międzywojennym leżała w Polsce, w województwie wileńskim, w powiecie dziśnieńskim, w gminie Prozoroki. Położona była w pobliżu granicy ze Związkiem Sowieckim.
Według Powszechnego Spisu Ludności z 1921 roku zamieszkiwały tu 135 osób, 38 były wyznania rzymskokatolickiego a 97 prawosławnego. Jednocześnie wszyscy mieszkańcy zadeklarowali polską przynależność narodową. Były tu 24 budynki mieszkalne. W 1931 w 27 domach zamieszkiwało 151 osób.
Wierni należeli do parafii rzymskokatolickiej w Prozorokach i prawosławnej w Psuji. Miejscowość podlegała pod Sąd Grodzki w Głębokiem i Okręgowy w Wilnie; właściwy urząd pocztowy mieścił się w Prozorokach.
W wyniku napaści ZSRR na Polskę we wrześniu 1939 miejscowość znalazła się pod okupacją sowiecką. 2 listopada została włączona do Białoruskiej SRR. Od czerwca 1941 roku pod okupacją niemiecką. W 1944 miejscowość została ponownie zajęta przez wojska sowieckie i włączona do Białoruskiej SRR.
Od 1991 w składzie niepodległej Białorusi.